# Cardano
Cardano je blockchain platforma za smart-kontrakte, koju su stvorili IOHK i Charles Hoskinson. Platforma je započela razvoj 2015. godine, a pokrenuta je 2017. Interna kriptovaluta Cardano je debitirala 2017. godine s tržišnom kapitalizacijom od 600 milijuna dolara, u travnju 2021. kapitalizacija kriptovalute je iznosila 39,8 milijarda dolara. Cardano je jedna od deset najvećih kriptovaluta za kapitalizaciju na svijetu. Kriptovaluta Cardano se naziva ADA po Adi Lovelace, a platforma po Gerolamo Cardano.
Platforma Cardano koristi vlastiti blockchain pod nazivom Cardano Settlement Layer (CSL). Platforma može dodatno uključiti šifrirane metapodace u blockchain, što omogućuje interakciju s državnim regulatorima, zadržavajući pritom dovoljno privatnost vlasnika kriptovaluta.